# Siska Finuccsi
Siska Finuccsi, polgári nevén Losonczi Szilveszter (Bonyhád, 1979. november 14.) magyar rapper.

## Élete
Hivatalos dokumentumok alapján Tatabányán született, de valójában egy bonyhádi kórházban látta meg a napvilágot. Édesapja hozta születése után Tatabányára. Édesapja postai fegyveresőr, édesanyja egészségügyi ápoló volt.

## Zenei pályája
1998-ban kezdett el komolyabban foglalkozni a szövegírással. 1999-ben Check-kel (Nagy Viktor) megalapította a Rímharcosok klubját, 2000-ben egy kisebb albumot is kiadtak. 2001-ben egy baráti felkérésre vették fel a Vitamin K – Fel a csúcsra című EP-t, ami egy nu metal hanganyag volt. 2002-ben a Bloose Broavaz felkérésére Check-kel közösen kiadták a Feenoocchiz – Pokolkonyhája című EP-t.
2005-ben már a Night Child tagjaként jött ki a SiskaMánia/Temetetlen Múlt című lemeze, ami elég nagy port kavart. Két klip is készült erről az albumról. Az album elektronikus hangzásúra sikeredett, ami Boogiemának köszönhető. 2006-ban Artos Csabával közösen kiadták az Alakváltók /Dolby & Saigon/ – 7köznapi Győztesek című albumukat. Ebben az évben Ecküvel és Pixával közösen a Gruppen Family – Gpont című LP-t készítették el. 2007-ben a Bloose Broavaz teljes értékű tagjaként kiadta a DühKór című lemezét. 2009-ben készült el a Barbárfivérek – Halottak napja/Finuccsi Mixtape. Az alapokért a Barbárfivérek duója volt a felelős. Holnap Hajnalig címmel készült egy klip is az albumról.
2016-ban Maszkura és a Tücsökrajjal együtt részt vett a 2016-os „A Dal” eurovíziós nemzeti kiválasztón.
2020 októberétől Siska a Ganxsta Zolee és a Kartel teljes jogú tagja lett.

## Albumok
- Pokol konyhája (2002, Feenoocchiz néven Check-kel)
- Siskamánia / Temetetlen múlt (2004, Night Child néven)
- G-Pont (2006, Gruppen family: Eckü, Pixa, Siska)
- DühKór (2007, Bloose Broavaz)
- Halottak Napja / Finuccsi mixtape (2009, Bloose Broavaz)
- XXX (Finuccsi vs. Tkyd) (2009, Bloose Broavaz)
- Életfogytig föld alatt (2012, Vészk'járat, Phat-tel)
- Egyenlők – Aranykor (2013, Jam Balaya & Vészk'járat)
- Veteran (2015, Bloose Broavaz)
- Veteran Újratöltve (2015, Bloose Broavaz, Barbárfivérek remix)
- Consummatum est (2019, Bloose Broavaz, M-squad beatek)